# Quint Mamili Turrí
Quint Mamili Turrí (en llatí: Quintus Mamilius Q. F. Q. N. Turrinus) era un magistrat romà del segle iii aC. Formava part de la gens Mamília, una antiga família plebea originària de Túsculum.
Va ser edil plebeu l'any 207 aC, i a l'any següent va ser pretor (206 aC), i li va correspondre la funció de pretor peregrí, però el senat el va enviar a la Gàl·lia per manca d'alts càrrecs degut a la guerra contra Hanníbal.